# Thủy điện Sử Pán
Thủy điện Sử Pán là nhóm các thủy điện xây dựng trên dòng ngòi Bo tại vùng đất các xã Mường Hoa và Bản Hồ thị xã Sa Pa tỉnh Lào Cai, Việt Nam .
Tổng công suất lắp máy của thủy điện Sử Pán là 64,5 MW với 5 tổ máy.
Thủy điện Sử Pán 1 xây dựng tại xã Sử Pán, có công suất lắp máy 30 MW với 2 tổ máy, khởi công tháng 10/2016, tháng 3/2018 đang thi công .22°17′28″B 103°54′54″Đ / 22,290999°B 103,91512°Đ
Thủy điện Sử Pán 2 xây dựng tại xã Bản Hồ, có công suất lắp máy 34,5 MW với 3 tổ máy, khởi công tháng 10/2006 , hoàn thành đầu năm 2012 . Đường hầm và ống áp lực dài hơn 2 km dẫn nước từ hồ ở xã Sử Pán đến nhà máy điện ở bản Dền xã Bản Hồ 22°15′56″B 103°57′41″Đ / 22,26556°B 103,96139°Đ.

## Ngòi Bo
Ngòi Bo là một phụ lưu cấp 1 của sông Hồng chảy qua thị xã Sa Pa, thành phố Lào Cai Lào Cai và huyện Bảo Thắng, tỉnh Lào Cai. Ngòi Bo khởi nguồn từ hợp lưu các sông suối ở sườn đông bắc núi Hoàng Liên Sơn.
Dòng nguồn lớn nhất bắt nguồn từ đèo Ô Quý Hồ  xã San Sả Hồ 22°21′23″B 103°47′31″Đ / 22,35639°B 103,79194°Đ. Dòng này chảy hướng đông nam, có các tên suối Cát (vùng bản Cát Cát), suối Tả Van (xã Tả Van), và đến xã Bản Hồ thì gọi là Ngòi Bo .
Từ xã Bản Hồ 22°15′39″B 103°58′40″Đ / 22,26083°B 103,97778°Đ sông đổi hướng đông bắc chảy uốn lượn.
Đến xã Gia Phú huyện Bảo Thắng thì đổ vào sông Hồng 22°23′39″B 104°5′7″Đ / 22,39417°B 104,08528°Đ bên bờ phải.
Tại thung lũng xã Bản Hồ ngòi Bo tiếp nhận nước từ các dòng suối lớn sau đây:
- Suối Séo Trung Hồ chảy ở vùng bản Séo Trung Hồ về hướng đông-đông bắc, trên suối này đã xây dựng thủy điện Séo Chong Hô công suất 21 MW, hoàn thành tháng 3/2013 [6].
- Nậm Pu hay Nậm Toóng chảy hướng đông bắc, trên suối này đã xây dựng thủy điện Nậm Toóng công suất 30 MW.
- Nậm Cang chảy từ xã Nậm Cang theo hướng tây bắc đến.

## Tác động môi trường dân sinh
Năm 2010 có 17 dự án thủy điện được cấp phép đã hoạt động hoặc triển khai trong huyện Sa Pa, được coi là xâm hại nghiêm trọng vùng có tiềm năng du lịch, gây thảm họa môi trường sinh thái .
Ngày 25/12/2010 thủy điện Nậm Toóng ở gần đó thi công nổ mìn dẫn đến vụ lở đất xảy ra ở xã Bản Hồ. Khoảng 40.000 m³ đất đá từ cao độ 618 m đã sạt lở trôi xuống thung lũng, vùi lấp hết nửa nhà máy và các thiết bị đã lắp đặt gần hoàn chỉnh của thủy điện Sử Pán 2. Sự cố dẫn đến thủy điện Sử Pán 2 phải lùi thời hạn hoàn thành gần 1 năm .

## Chỉ dẫn
1. ↑  Theo Bản đồ Hành chính và Bản đồ tỷ lệ 1:50.000 tờ F-48-40B, Cục Đo đạc và Bản đồ (2004), và nhiều văn liệu thì tên là đèo Ô Quý Hồ. Một số văn liệu khác trong đó cả Wikipedia viết là đèo Ô Quy Hồ.